# Lørenskog
Lørenskogⓘ là một đô thị ở hạt Akershus, Na Uy. Lørenskog đã được tách khỏi Skedsmo ngày 1/1/1908. Đô thị này nằm ở phía đông thủ đô Oslo.

## Người nổi tiếng từ Lørenskog
- John Carew, cầu thủ bóng đá
- Tommy Berntsen, cầu thủ bóng đá
- Marit Larsen, nghệ sĩ Pop dễ thương
- Marion Raven, nghệ sĩ Pop xinh đẹp
- Christina Vukicevic